# Сазыкина, Людмила Ивановна
Людмила Ивановна Сазыкина (15 ноября 1927, Ивановская область — 9 марта 2017, Феодосия) — советский хозяйственный и политический деятель. Председатель Феодосийского горисполкома (1971—1973). Первый секретарь Феодосийского горкома КП Украины (1973-1984).

## Биография
Родилась в 1927 году на территории современного Тейковского района Ивановской области. Член КПСС. В 1951 году кончила Ивановский химико-технологический институт.  Член КПСС. В 1951—1971 годах технолог на химическом производстве в Феодосии, инженерный, руководящий и партийный работник в городе Феодосии, второй секретарь Феодосийского горкома КП Украины. В 1971—1973 годах — председатель Феодосийского горисполкома. В 1973—1984 годах первый секретарь Феодосийского горкома КП Украины. Делегат XXVI съезда КПСС с 23 февраля по 3 марта 1981 года в Москве.
Во время руководства Сазыкиной в Феодосии были построены и запущены молокозавод, хлебозавод, Феодосийский домостроительный комбинат, велось интенсивное строительство жилья и детских садов. Возведены городские очистные сооружения, а также водопровод на Планерское (Коктебель) и Судак. В Феодосии были также построены новая набережная, светомузыкальный фонтан и возведен памятник А. С. Пушкину. Ходатайства Сазыкиной способствовали награждению Феодосии орденом Отечественной войны I степени.
Депутат Крымского областного Совета народных депутатов (1980). 
Почетный гражданин города Феодосии (2015).
Умерла 9 марта  2017 году в Феодосии.

## Награды
- Орден Трудового Красного Знамени
- Орден Дружбы народов (1981)
- Орден Знак Почёта